# Grabowo Parchowskie
Grabowo Parchowskie (kaszub. Grabòwò Parchòwsczi) – wieś kaszubska w Polsce na Pojezierzu Kaszubskim położona w województwie pomorskim, w powiecie bytowskim, w gminie Parchowo na zachodnim brzegu jeziora Mausz.
W latach 1975–1998 miejscowość administracyjnie należała do województwa słupskiego.
Inne miejscowości o nazwie Grabowo:
- Grabowo Kościerskie, Grabowo Królewskie, Grabowo Wielkie, Grabowo-Kolonie, Grabowo-Skorupki, Grabowo

Przed 1920 miejscowość nosiła nazwę niemiecką Grabowo.